# Scalmicauda auribasis
Scalmicauda auribasis är en fjärilsart som beskrevs av Sergius G. Kiriakoff 1975. Scalmicauda auribasis ingår i släktet Scalmicauda och familjen tandspinnare. Inga underarter finns listade.